# Sikorsky S-69
Sikorsky S-69 — экспериментальный вертолёт соосной схемы, построенный американской фирмой «Сикорский» (Sikorsky Aero Engineering Corporation) в 1972 году, когда компания выиграла контракт на две опытные машины.

## Описание
S-69 был создан в рамках программы ABC (Advancing Blade Concept — Концепция опережающей лопасти). Суть предложения состояла в том, что на больших скоростях отступающая лопасть двигалась со скоростью близкой к скорости потока и таким образом не могла производить подъёмную силу. Этот эффект и ограничивает скорость полёта вертолётов. 
Для борьбы с этим явлением было предложено ввести два соосных винта с двумя автоматами перекоса, которые бы изменяли угол атаки отступающих лопастей. Симметричная схема нивелировала эффект падения подъемной силы на отступающих лопастях, а основную подъемную силу создавали опережающие лопасти.
Машина, кроме того, была снабжена двумя толкающими ТРД. 
Испытания были признаны неуспешными, главным образом из-за неопытности разработчика в создании вертолётов соосной схемы. Но при этом S-69 успел поставить рекорд скорости для вертолётов, разогнавшись с помощью ТРД до 500 км/ч. Однако сама концепция не была заброшена, вертолёт такой схемы конкурировал с будущим V-22 Оспри, которому и проиграл, рассматриваясь в рамках программы LHX (оставлен из-за изменения техзадания). 
Впоследствии данная схема успешно развивалась в рамках экспериментальной программы X-2.

## Технические данные
- экипаж: 2,
- силовая установка: 1 x ГТД Pratt Whitney of Canada PT6T-3 Turbo Twin Pac мощностью на валу 1360кВт и 2 х ТРД Pratt & Whitney J60-P-3A тягой по 1350 кг,
- диаметр несущих винтов: 10,97 м
- длина фюзеляжа: 12,42 м
- высота: 4,01 м
- взлётный вес: 4960 кг,
- максимальная скорость: 518 км/ч,
- крейсерская скорость: 185 км/ч,
- потолок: 4570 м